# Обригхајм (Баден)
Обригхајм (њем. Obrigheim) општина је у њемачкој савезној држави Баден-Виртемберг. Једно је од 27 општинских средишта округа Некар-Оденвалд. Према процјени из 2010. у општини је живјело 5.243 становника. Посједује регионалну шифру (AGS) 8225074, NUTS (DE127) и LOCODE (DE OGH) код.

## Географски и демографски подаци
Обригхајм се налази у савезној држави Баден-Виртемберг у округу Некар-Оденвалд. Општина се налази на надморској висини од 147 метара. Површина општине износи 24,3 km². У самом мјесту је, према процјени из 2010. године, живјело 5.243 становника. Просјечна густина становништва износи 216 становника/km².

## Међународна сарадња
| Мјесто  | Држава    | Врста сарадње | Од    |
| ------- | --------- | ------------- | ----- |
| Кршко   | Словенија | партнерство   | 1982. |
| Шантепи | Француска | контакт       | 2000. |
| Извор   |           |               |       |